# 屏菸1936文化基地
屏菸1936文化基地是一間位在中華民國屏東縣屏東市屏東大學民生校區附近的博物館，其前身為1936年設立的屏東支局葉菸草再乾燥場。2017年時為完整其產業文化意義，將菸葉廠全區擴大登錄為歷史建築。2018年，逢時任縣長潘孟安所提出的「屏東縣大博物館計畫」，為前身屏東支局葉菸草再乾燥場進行改建。2022年2月25日開幕，其總佔地約面積約4.2公頃。屏菸1936文化基地則是以前身屏東支局葉菸草再乾燥場的建造年份命名。

## 展館介紹

### 屏東縣立美術館(興建中)
縣立美術館將由基地中的14號倉庫改造而成，占地面積約1600坪，為二層樓的歷史建物，預計2024年底完工。

## 圖集

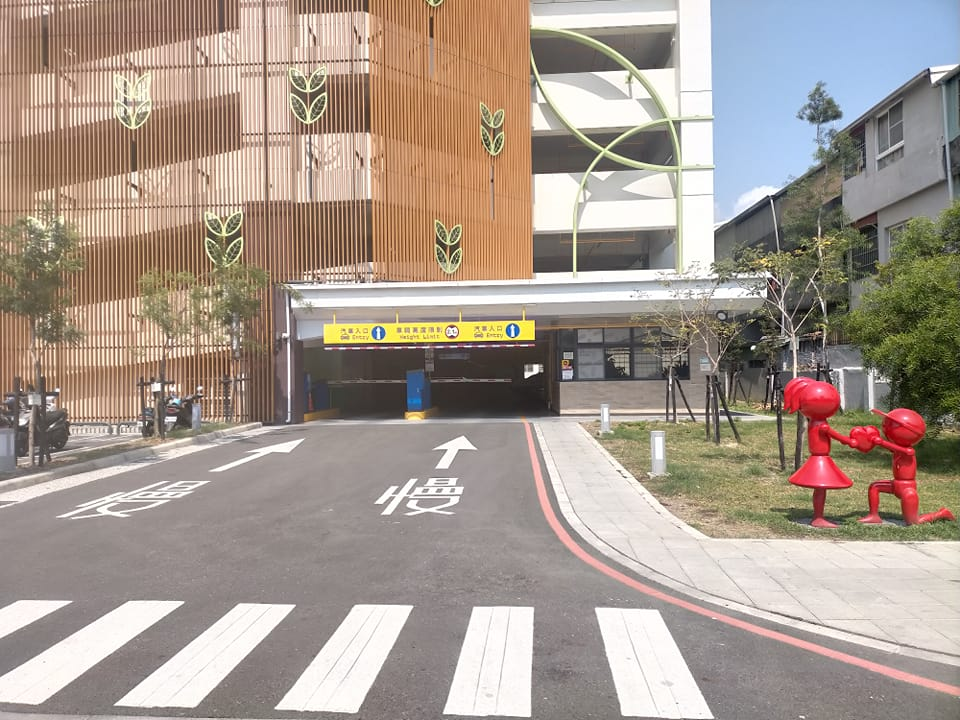
停車場
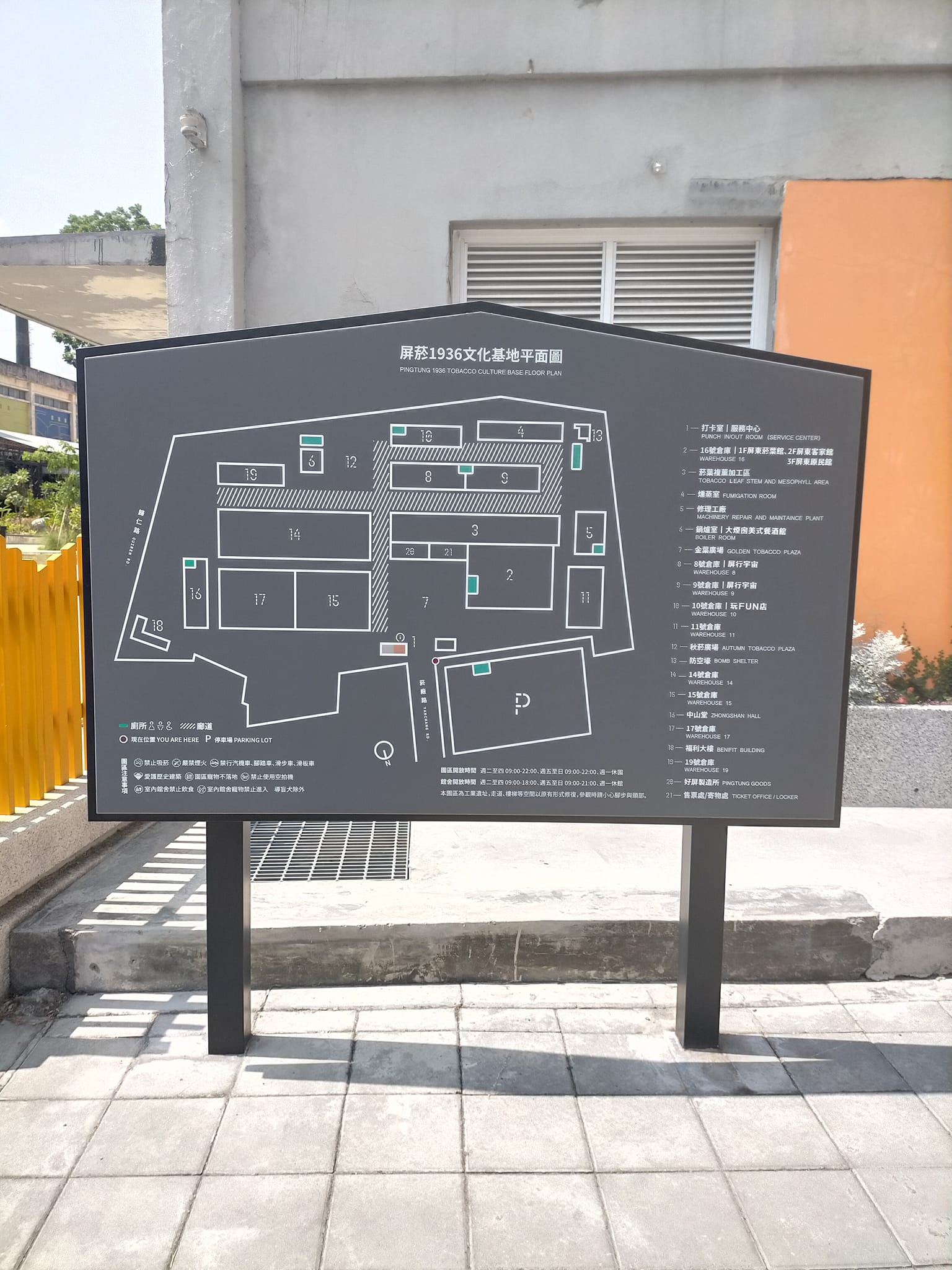
平面圖